# Iris latifolia
Iris des Pyrénées
Espèce
Classification phylogénétique
Iris latifolia, l'Iris des Pyrénées  ou Iris à larges feuilles, est une plante herbacée de la famille des Iridaceae.
Synonymes
- Iris xiphioides Ehrh.
- Xiphion latifolium Mill.

## Description
Iris latifolia est un iris bulbeux. Il forme une tige érigée de 30 à 70 cm, à courtes feuilles caulinaires engainantes (les basales étant longues et étroites).
La floraison a lieu en été, de juillet à août. Il apparaît alors 2 à 3 fleurs bleu-vif disposées en cyme unipare peu fournie. La pollinisation est entomogame. 

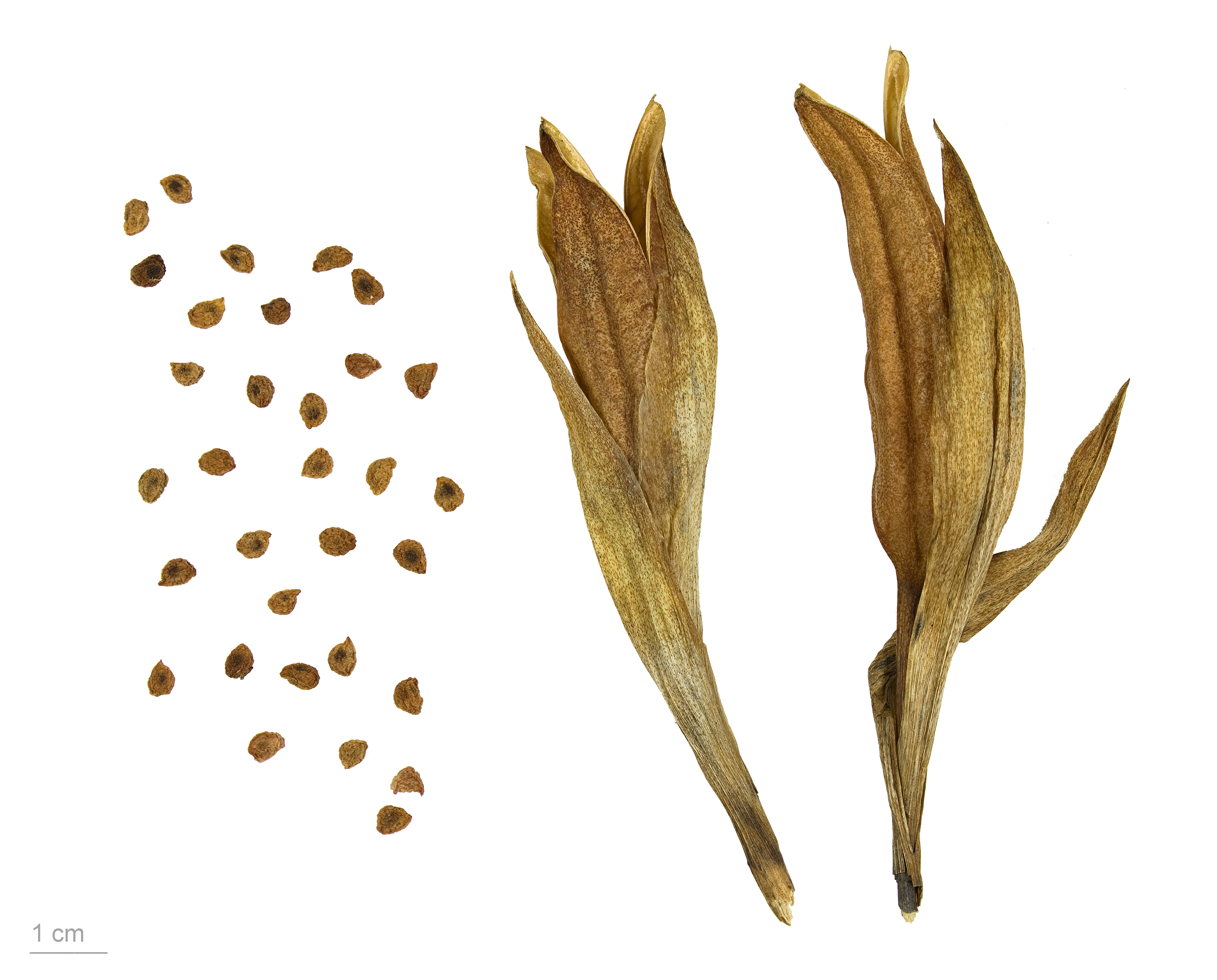
Iris latifolia - Muséum de Toulouse

Le fruit est une capsule contenant des graines.

## Répartition et habitat
Originaire des Pyrénées et des Monts Cantabriques, on le rencontre par exemple en abondance à Gavarnie, dans les pelouses de montagne.

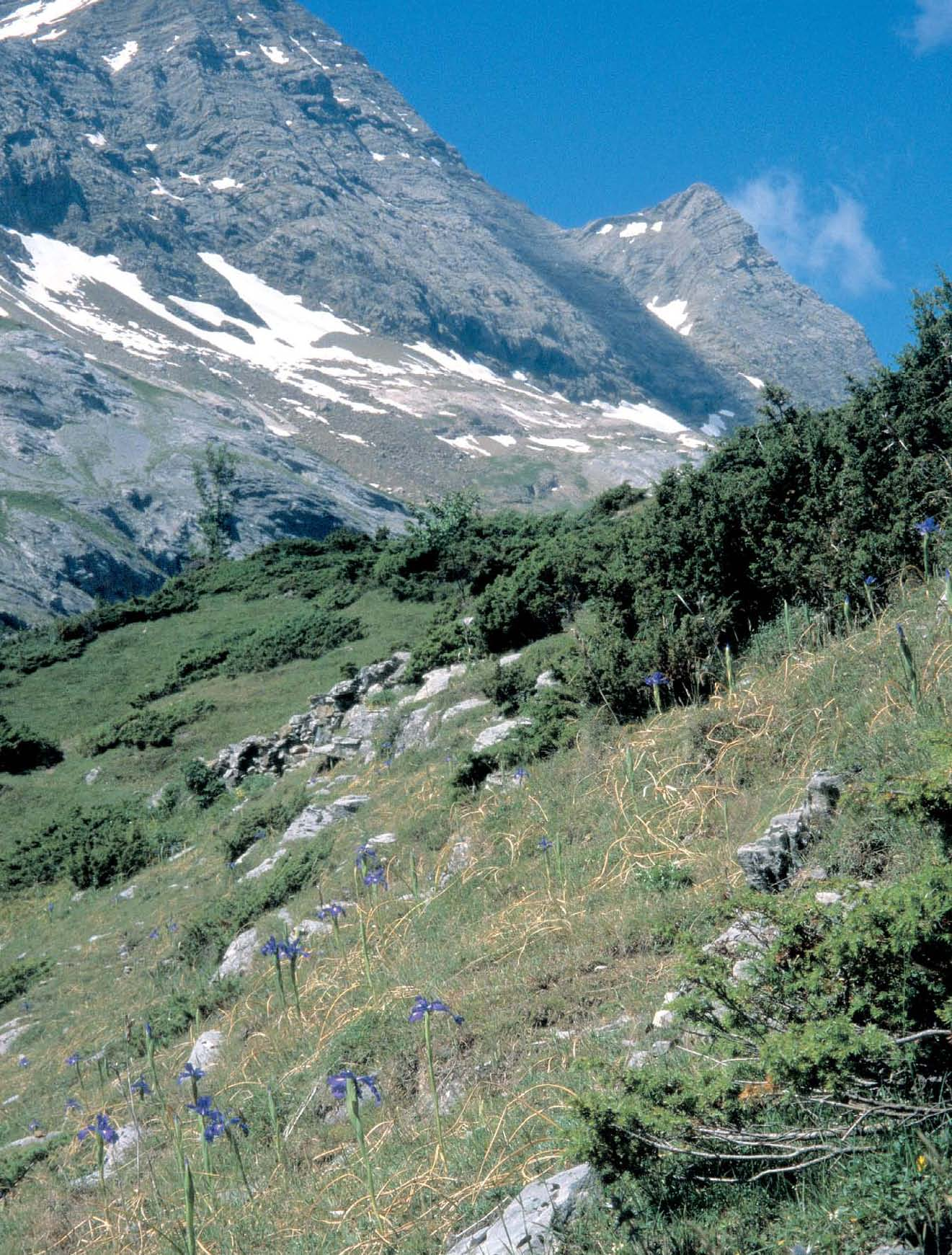
Iris latifolia au Cirque de Gavarnie

Cet iris est aussi connu comme sous le nom d'iris d'Angleterre. Cette appellation erronée provient du fait qu'aux environs de l'an 1600, le couvent d'Eichstätt en Allemagne reçut les premiers gros bulbes ovoïdes d'Angleterre, ce qui fit croire aux moines que cet iris croissait spontanément près de Bristol. C'est ainsi que, cultivée sous le nom Iris bulbosa angliana, cette plante devint l'iris d'Angleterre. 
L'iris des Pyrénées est rarement cultivé. Les iris d'Angleterre proposés par les bulbiculteurs sont des hybrides et des cultivars issus de cette espèce.